# Маунт-Вернон (тауншип, Миннесота)
Маунт-Вернон (англ. Mount Vernon) — тауншип в округе Уинона, Миннесота, США. На 2000 год его население составило 297 человек.

## География
По данным Бюро переписи населения США площадь тауншипа составляет 91,6 км², из которых 91,0 км² занимает суша, а 0,6 км² — вода (0,65 %).

## Демография
По данным переписи населения 2000 года здесь находились 297 человек, 106 домохозяйств и 76 семей.  Плотность населения —  3,3 чел./км².  На территории тауншипа расположено 111 построек со средней плотностью 1,2 построек на один квадратный километр. Расовый состав населения: 96,97 % белых, 0,34 % афроамериканцев, 0,34 % азиатов, 0,34 % — других рас США и 2,02 % приходится на две или более других рас. Испанцы или латиноамериканцы любой расы составляли 1,01 % от популяции тауншипа.
Из 106 домохозяйств в 30,2 % воспитывались дети до 18 лет, в 65,1 % проживали супружеские пары, в 4,7 % проживали незамужние женщины и в 27,4 % домохозяйств проживали несемейные люди. 17,0 % домохозяйств состояли из одного человека, при том 7,5 % из — одиноких пожилых людей старше 65 лет. Средний размер домохозяйства — 2,80, а семьи — 3,27 человека.
24,6 % населения — младше 18 лет, 9,8 % — в возрасте от 18 до 24 лет, 25,6 % — от 25 до 44, 27,3 % — от 45 до 64, и 12,8 % — старше 65 лет. Средний возраст — 39 лет. На каждые 100 женщин приходилось 112,1 мужчин.  На каждые 100 женщин старше 18 приходилось 117,5 мужчин.
Средний годовой доход домохозяйства составлял 45 781 доллар, а средний годовой доход семьи —  46 719 долларов. Средний доход мужчин —  28 125  долларов, в то время как у женщин — 22 083. Доход на душу населения составил 17 914 долларов. За чертой бедности находились 7,2 % семей и 12,8 % всего населения тауншипа, из которых 20,5 % младше 18 и 6,3 % старше 65 лет.